# 山谷牧場 (加利福尼亞州)
山谷牧場（英語：Valley Ranch）是位於美國加利福尼亞州普盧默斯縣的一個人口普查指定地區。

## 地理
山谷牧場的座標為40°44′18″N 120°34′04″W / 40.73833°N 120.56778°W，而該地最高點為海拔高度1352米（即4436英尺）。

## 人口
根據2010年美國人口普查的數據，山谷牧場的面積為2.945平方千米，均為陸地。當地共有人口109人，而人口密度為每平方千米37人。